# Rozs
A rozs (Secale cereale) a perjefélék családjába tartozó gabonanövény. Közeli rokonságban áll a búzával és az árpával.
Felhasználható liszt- és kenyérkészítéshez, sör, vodka, whisky előállításához. Állati takarmányként is hasznosítható.

## Eredete

### Valószínűsíthető eredete
A rozs minden valószínűség szerint Kis-Ázsiából származó gabonafélénk. Körülbelül 2500 évvel ezelőtt nemesíthették a hegyi rozsból. Európában csak ezt követően terjedt el. Leginkább a kelta és a germán törzsek termesztették.

### Régészeti leletek
A mai a Törökország területén, az újkőkorszaki Can Hassan III-nál és néhány egyéb ásatásnál találtak kis mennyiségű nemesített rozst a régészek. Az időben ezt követő lelet a bronzkori Közép-Európa területéről származik az i. e. 1800 és 1500 közötti periódusból. A kettő között eltelt időszakról ezidáig nem került elő régészeti lelet. A rozsról a római szövegek is említést tesznek a Rajna, a Duna és a Brit-sziget kapcsán. Idősebb Plinius szerint a rozs igen szegényes táplálék és csak az éhezés elkerülésére szolgál. A középkor óta széles körben elterjedt a termesztése Európa középső és keleti részein és fő gabonafélének számít a francia-német határtól keletre és Magyarország északi részén. Azok az állítások, hogy a rozst sokkal előbb termesztették volna az Eufrátesz folyó völgyében (Észak-Szíria) található Tell Abu Hureyra területén, erősen vitatottak. A szénizotópos kormeghatározás megbízhatóságát is kritizálják, illetve azt, hogy a vizsgálat csak a gabonaszemre terjedt ki és a pelyvára nem.

## Rövid leírása
A rozs a perjefélék családjába tartozó, konyuló négyoldalas kalászú növény. Kalásza két virágú. A pelyvája tarajos hátú és a toklászánál rövidebb, melynek a külső részéből szálka nyúlik ki. 1,25 és 2 méter közötti magasságra nőhet meg. Karcsú szalmáján több keskeny, szőrös bevonatú hosszú levél és a tetején karcsú kalász található. Keskeny szemtermése van. Az egyenes szárhajtású a közönséges, a bokros szárhajtású a bokros rozs. A búza és az árpa közeli rokona.

## Fajtái

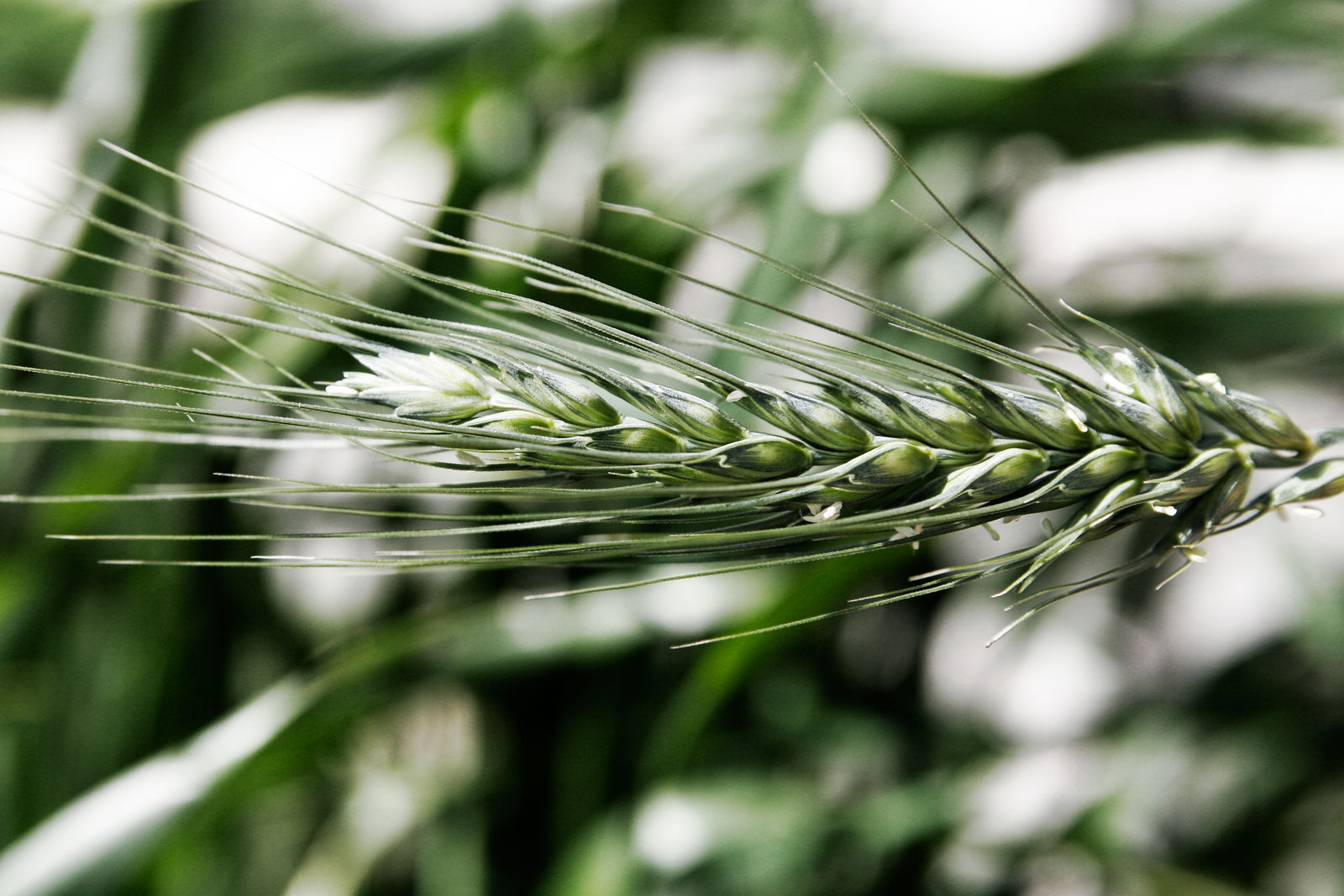
Vadrozs

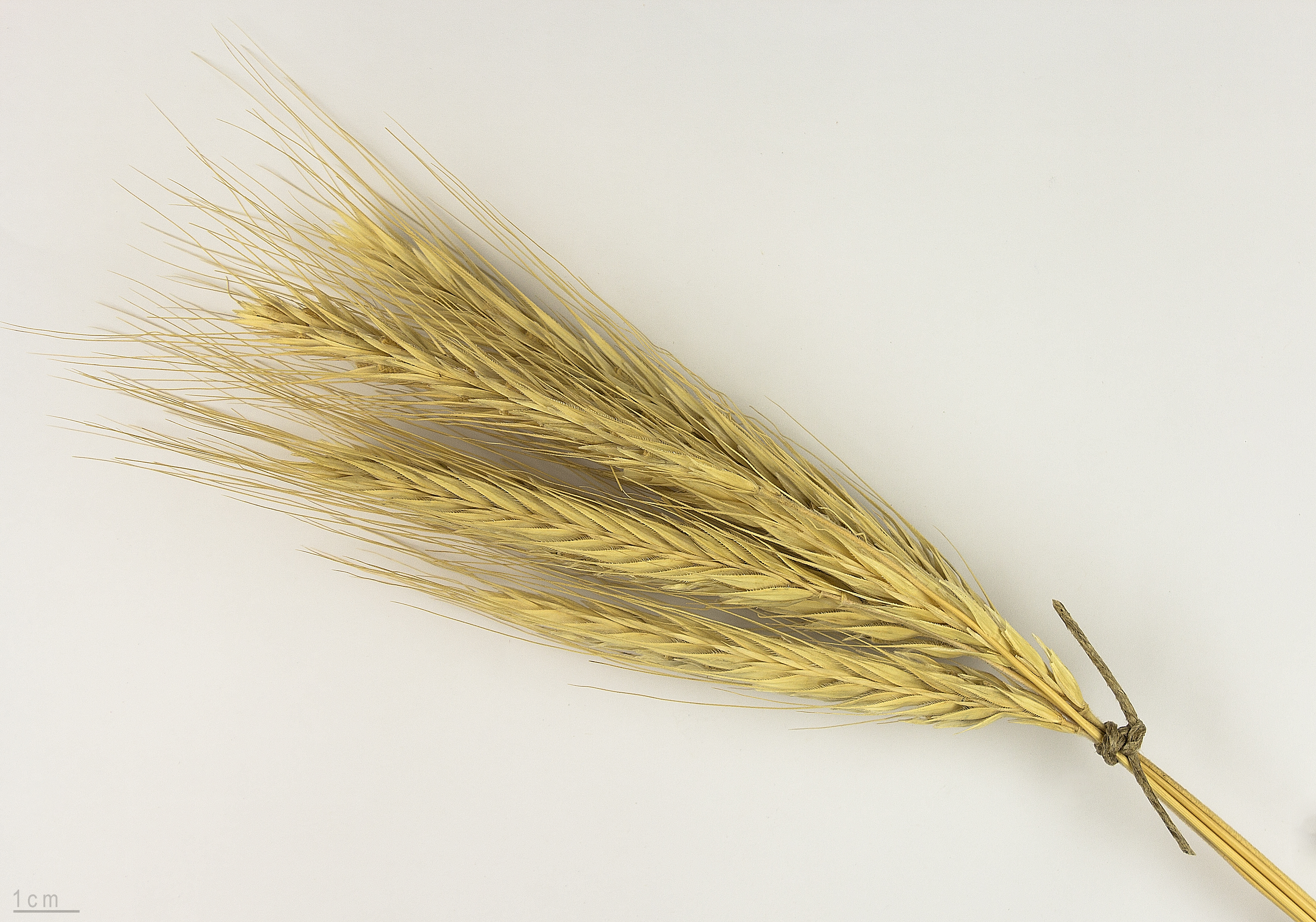
Secale cereale

Fontosabb fajtái a nyíri rozs, a montagne, a probstei, az imperial és a schlanstädti, melyek nem megfelelő minőségű talaj esetén gyorsan degenerálódnak. Jó talaj esetén és ritkán vetve a bokros rozs kicserjésedik. Említhető még a vadrozs, az őszi és tavaszi rozs is, de az utóbbit nem igazán érdemes vetni.

## Betegségei és kártevői
Leggyakoribb betegségei a gabonaüszög, a gabonarozsda, a gabonalisztharmat és a kormosság.

Előfordulhatnak még egyéb, gombák által okozott betegségek is.
A vonalkás apróbagoly (latinul Axylia putris) és egyéb lepkefélék lárvája is rozzsal táplálkozik.

## Hasznosítása
A rozs alkalmas emberi fogyasztásra és állati takarmányozásra, nagy tömegű szalmája az almozás mellett energiatermelésre, hőszigetelő építőanyagok gyártására stb. használható. Szemtermését emellett sör és égetett szeszek előállításához is használják. Alkalmazkodóképessége gabonafélék között a legjobb, kiváló hideg- és szárazságtűrésű növény.
Törökországban a búzafélékkel keverve vetik. Ez feljavítja a kenyér ízét és biztosítja a rosszabb években a bővebb termést.

## Termesztése
A rozs a gabonafélék családjába tartozó növény, amelyet számos országban termesztenek az élelmiszeriparban, állattenyésztésben és bioüzemanyag-termelésben történő felhasználás céljából. 2021-ben a rozst több mint 60 országban termesztették, és az éves termés mennyisége meghaladta a 13 millió tonnát.
A világ legnagyobb rozs termelői közé tartozik Németország, Lengyelország, Oroszország, Fehéroroszország és Dánia. Ezek az országok a 2021-es termelésük alapján az első öt helyen álltak. 2021-ben Németország az éves világ rozs termésének a 25%-át adta.
A rozst elsősorban Európa középső, keleti és északi részén termesztik. A rozstermelő övezet Észak-Németországból Lengyelországon, Ukrajnán, Fehéroroszországon, Litvánián és Lettországon keresztül nyúlik be Oroszország középső és északi részeire. Termesztik még Észak-Amerikában Kanadában és az Egyesült Államokban, Dél-Amerikában Argentínában, Törökországban, Kazahsztánban és Kína északi részein. 
A rozstermesztés a kereslet szintjének megfelelően csökkenő tendenciát mutat. Például Oroszországban az 1992-ben termesztett 13,9 millió tonna 2005-ben már csak 3,6 millió tonna volt éves szinten. 
A rozs nagy része a termesztő országban kerül fogyasztásra, esetleg a szomszédos országokba exportálnak belőle.

Rozsmező Oroszországban. Ivan Siskin orosz tájképfestő 1878-ban készült műve.

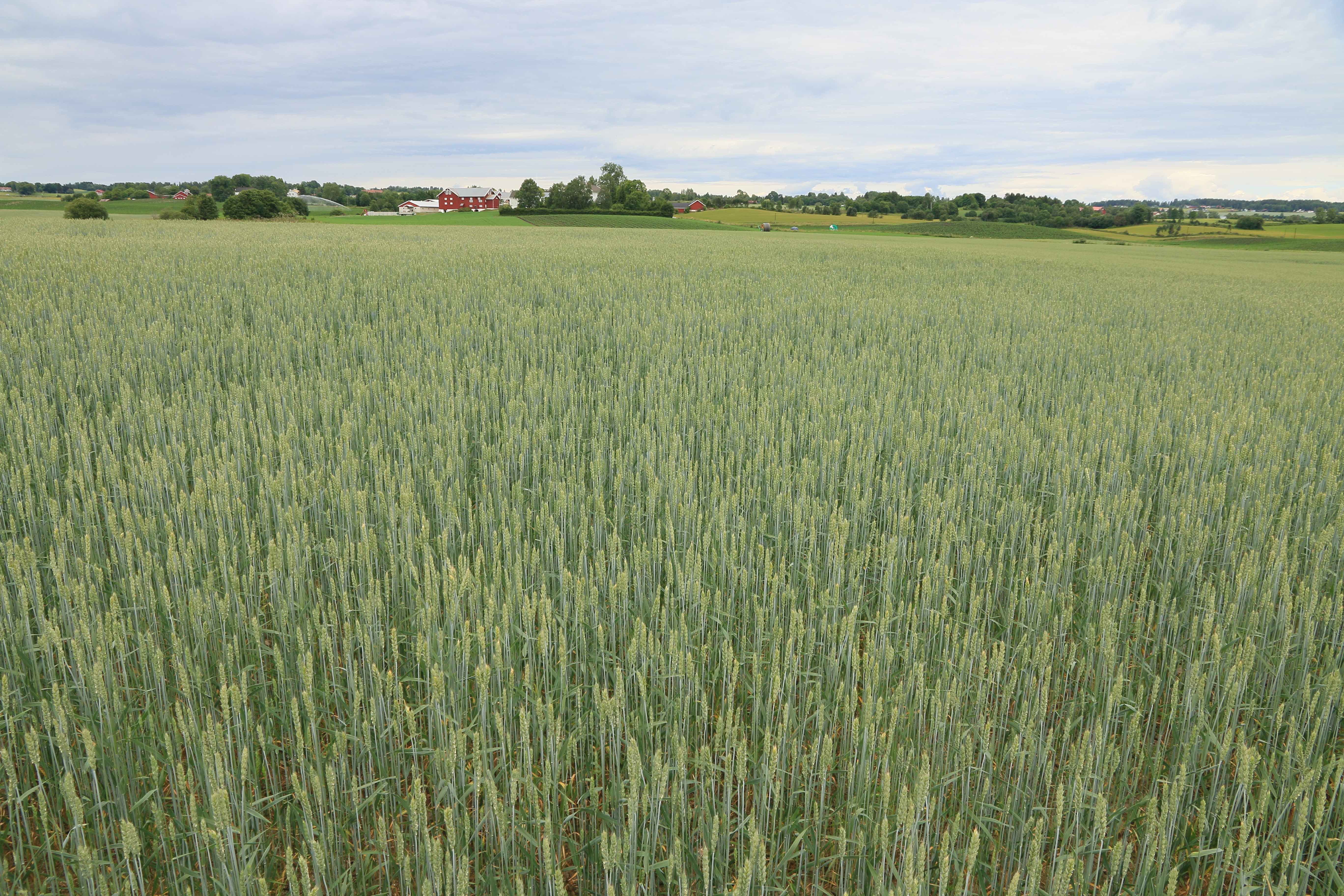
Rozsföld

## Élettani hatásai
A rozsból őrölt liszt kevesebb zsírt és több ásványi anyagot tartalmaz, mint a világosabb színű búzaliszt. A rostokban gazdag rozs kedvező élettani hatást fejt ki az emberi szervezetre. Gyakori fogyasztása kedvezően befolyásolja a bélműködést, csökkenti a koleszterinszintet és segít székrekedés, valamint aranyeres panaszok esetén is.

## A rozs összetétele
A rozs összetétele függ mind a természettől (talaj, időjárás), mind a termesztéstől (fertilizáció, növényvédelem).
100 g ehető egységenként megadva:
| Összetevők      |        |
| --------------- | ------ |
| Víz             | 13,7 g |
| Fehérje         | 8,8 g  |
| Zsírok          | 1,7 g  |
| Szénhidrát      | 60,7 g |
| Rost            | 13,2 g |
| Ásványi anyagok | 1,9 g  |

| Ásványi anyagok |          |
| --------------- | -------- |
| Nátrium         | 4 mg     |
| Kálium          | 510 mg   |
| Magnézium       | 90 mg    |
| Kalcium         | 35 mg    |
| Mangán          | 2,9 mg   |
| Vas             | 2,8 mg   |
| Réz             | 0,39 mg  |
| Cink            | 2,9 mg   |
| Foszfor         | 335 mg   |
| Szelén          | 0,002 mg |

| Vitaminok                |         |
| ------------------------ | ------- |
| Tiamin (B1-vitamin)      | 360 µg  |
| Riboflavin (B2-vitamin)  | 170 µg  |
| Nikotinsav (B3-vitamin)  | 1800 µg |
| Pantoténsav (B5-vitamin) | 1500 µg |
| B6-vitamin               | 235 µg  |
| Folsav                   | 145 µg  |
| E-vitamin                | 2000 µg |

| Aminosavak  |        |
| ----------- | ------ |
| Triptofán   | 110 mg |
| Treonin     | 360 mg |
| Izoleucin   | 390 mg |
| Leucin      | 370 mg |
| Lizin       | 400 mg |
| Metionin    | 140 mg |
| Valin       | 530 mg |
| Fenilalanin | 470 mg |
| Tirozin     | 230 mg |
| Arginin     | 490 mg |
| Hisztidin   | 190 mg |

1 mg = 1000 µg

Energia tartalom 1244 kJ, 293 kcal